# Суземский район
Сузе́мский район — административно-территориальная единица (район) и муниципальное образование (муниципальный район) в Брянской области России.
Административный центр — посёлок Суземка.

## География
Расположен на юго-востоке области. Граничит с Севским районом на юго-востоке, Комаричским районом на востоке, Брасовским районом на северо-востоке, Трубчевским районом на западе, Навлинским районом на севере, Середино-Будским районом Сумской области Украины на юге. Площадь территории — 1339,32 км².
Гидрология
По территории района протекают несколько рек:
- Бобрик (приток Тары)
- Городня (приток Колодези)
- Злимля (приток Неруссы)
- Колодезь (приток Неруссы)
- Нерусса (приток Десны)
- Сев (приток Неруссы)
- Стега (приток Колодези)
- Тара (приток Сева)
- Теребушка (приток Неруссы)
- Уль (приток Сева)

Имеются обширные болота.
В период развития мелиоративного сельского хозяйства были созданы несколько водохранилищ.

## Флора и фауна
На территории Трубчевского и Суземского районов расположен заповедник «Брянский лес».

## Экология
После аварии на Чернобыльской АЭС часть района оказалась загрязнённой изотопами стронция-90 и цезия-137. Годовая эффективная доза облучения составляет 0,06-4,02 мЗв. Площадь загрязнённых лесных территорий на 1 января 2004 года составляла 4059 га с плотностью загрязнения до 5 Ки/км².

## История
Суземский район был образован в 1929 году в составе Брянского округа Западной области, в 1937 году вошёл в состав Орловской области, а с 1944 года находится в составе Брянской области. В период реформ 1963—1966 годов район был временно упразднён, а его территория относилась к Севскому району.
Довоенный период
На берегах реки Нерусса расположены несколько стоянок древних людей, в том числе «Волчий бугор» (возраст 20-25 тыс. лет), «Лапотный городок» (возраст 5-6 тыс. лет).
Около 900 года н. э. на территории Суземского района существовало пахотное земледелие, подтверждение этому обнаружилось в 1965 году, когда при проведении торфоразработок на глубине 1075 см были обнаружены три дубовых пахотных орудия.
С 1356 года территория района входит в состав Великого княжества Литовского. В 1380 году, несмотря союзный на договор между ханом Мамаем и князем Ягайло, войско Брянского князя выступило на помощь Москве и приняло участие в Куликовской битве. С начала XVI века земли района входят в состав Московского княжества. На рубеже Севск-Суземка-Трубчевск строятся укрепления, монастыри, устанавливается контроль над дорогой Трубчевск-Севск.
В начале XVII века жители района принимали участие в походе Лжедмитрия I, обманутые «чудесным спасением» царевича. После разгрома войск польского ставленника гнев царских воевод был направлен против жителей Комаричской волости, который в ту пору был административной единицей, объединяющей земли нескольких нынешних районов. В результате крестьяне присоединились к восстанию Болотникова 1606-1607 годов, за что, после разгрома восстания, были подвергнуты репрессиям.
В начале XVIII века, после разгрома российских войск под Нарвой, производится укрепление Трубчевска и Севска, восстановление боеспособности застав вдоль Неруссы и Сева. В 1764 году, после указа Екатерины II об изъятии земель у монастырей, Староямновский монастырь приходит в упадок. По преданию, Денисий и Герасим, выходцы из монастыря, основали деревни Денисовка и Герасимовка.
Большу́ю часть Трубчевского и Севского уездов занимали пожалованные правителями поместные земли. На территории уездов располагались имения Голициных, Апраксина, Шереметьева, Сафоновых, Гулевичей, Волконских, Полдиневых. Например, Шереметьевым принадлежало свыше 4000 га земель современного Суземского района, более 10000 крепостных крестьян в сёлах Горожанка, Красная Слобода, Ямное, деревнях Смелиж, Чухраи, урочищах Скоморошки, Красный двор и других населённых пунктах.
Сёла Негино и Суземка являлись дворцовыми. Крестьяне обрабатывали государственную землю и поставляли продукцию непосредственно императорскому двору.
В 1796—1797 годах произошло крестьянское восстание, направленное против помещиков Трубчевского и Севского уездов. Для подавления восстания орловский губернатор направил несколько полков под командованием генерала Ф. И. Линденера, позже его сменил генерал-фельдмаршал Н. В. Репнин.
До 1924 года территория современного Суземского района была разделена между Трубчевским (северо-западная часть района) и Севским уездами. При этом будущий райцентр Суземка входил в Трубчевский уезд.
В 1917 году образуется Суземская волость, территория которой в последующие годы существенно расширилась за счёт присоединения соседних волостей. В 1924 году Суземская волость вошла в Севский уезд.
В 1929 году волость преобразуется в Суземский район в составе Брянского округа Западной области.
В 1934 году было принято постановление ВЦИК о ликвидации Суземского района с передачей его сельсоветов в соседние районы (Трубчевский, Навлинский, Севский); однако, вероятно, это постановление было отменено или осталось неисполненным, так как в январе 1935 года Суземский район по-прежнему фигурирует в перечне районов Западной области.
Великая Отечественная война
Территория района была захвачена к сентябрю 1941 года, в это же время начинают действовать партизанские отряды. В результате упорной борьбы с захватчиками в Суземском районе к апрелю 1942 года было освобождено 20 сельских Советов (из 22), в которых было создано 32 группы самообороны, насчитывающих 3 500 человек.
Список отрядов, действовавших на территории Суземского района во время оккупации:
- им. Суворова;
- «За власть Советов»[16] 2 октября был сформирован партизанский отряд «За власть Советов», вошедший впоследствии в партизанскую бригаду «За власть Советов» (командиры: Алексютин И.Л, Ткаченко Г. Х., Попов Ф. И.);
- Кокоревский отряд, командир — Кочур;
- бригада им. Ворошилова № 2;
- Суземский головной партизанский отряд (командиры: Алексютин И. Я., Ткаченко Г. Х.);
- Отряд Купчинова.

На территории Суземского района издавалась газета «За Родину».
Возле деревни Смелиж действовал партизанский полевой аэродром, находился штаб Южной партизанской группировки.
Часть отрядов формировалась с привлечением сотрудников НКВД
Некоторые жители района, не желавшие возвращения Советской власти, вступали в «бригаду Каминского», часть территории района вошла в Локотскую республику.
На территории района родились 4 Героя Советского Союза: Н. Ф. Любезный, В. С. Раков, генерал-майор Иван Григорьевич Кобяков (Красная Слобода), И. М. Шпигунов (Шилинка); 4 полных кавалера Ордена Славы — И. И. Поляков, И. А. Кошелев, В. И. Копылов, Т. А. Туркатов.
В память об активном партизанском движении в годы Великой Отечественной войны, в гербе райцентра использована лента медали «Партизану Отечественной войны».
После войны
В период реформ 1963—1966 гг. Суземский район был временно расформирован и включён в состав Севского сельского района. Населённые пункты городского типа — Суземка и Кокоревка — в 1963—1965 гг. относились к Трубчевскому промышленному району, а в 1965—1966 гг. Суземка входила в Севский район, Кокоревка — в Навлинский. С декабря 1966 года Суземский район восстановлен в своих нынешних границах.
До начала 1990-х годов в районе развивалась деревообрабатывающая, сельскохозяйственная, металлообрабатывающая, пищевая промышленность.

## Население
| 2002    | 2009    | 2010    | 2011    | 2012    | 2013    | 2014    | 2015    | 2016    |
| ------- | ------- | ------- | ------- | ------- | ------- | ------- | ------- | ------- |
| 19 513  | ↘17 634 | ↘16 654 | ↘16 606 | ↘16 359 | ↘16 087 | ↘15 902 | ↘15 800 | ↘15 612 |
| 2017    | 2018    | 2019    | 2020    | 2021    |         |         |         |         |
| ↘15 456 | ↘15 151 | ↘14 876 | ↗14 886 | ↗15 254 |         |         |         |         |

### Урбанизация
В городских условиях (посёлки городского типа Кокоревка и Суземка) проживают 68,56 % населения района.

### Национальный состав
По итогам переписи населения 2020 года проживали следующие национальности (национальности менее 0,1 % и другое, см. в сноске к строке «Другие»):
| Национальность | Численность, чел. | Доля     |
| -------------- | ----------------- | -------- |
| Русские        | 14 196            | 93,08 %  |
| Украинцы       | 348               | 2,28 %   |
| Молдаване      | 72                | 0,47 %   |
| Армяне         | 37                | 0,24 %   |
| Белорусы       | 25                | 0,16 %   |
| Таджики        | 24                | 0,16 %   |
| Лезгины        | 16                | 0,10 %   |
| Другие         | 536               | 3,51 %   |
| Итого          | 15 254            | 100,00 % |

## Административно-муниципальное устройство
Суземский район в рамках административно-территориального устройства области, включает 7 административно-территориальных единиц, в том числе 2 поселковых административных округа и 5 сельских административных округов.
Суземский муниципальный район в рамках муниципального устройства, включает 7 муниципальных образований нижнего уровня, в том числе 2 городских поселения и 5 сельских поселений:
| № | Муниципальное образование          | Административный центр | Количество населённых пунктов | Население (чел.) | Площадь (км²) |
| - | ---------------------------------- | ---------------------- | ----------------------------- | ---------------- | ------------- |
| 1 | Кокоревское городское поселение    | пгт Кокоревка          | 1                             | ↗1768            | 200,86        |
| 2 | Суземское городское поселение      | пгт Суземка            | 15                            | ↗8932            | 316,47        |
| 3 | Алешковичское сельское поселение   | село Алешковичи        | 11                            | ↘1555            | 226,72        |
| 4 | Невдольское сельское поселение     | село Невдольск         | 7                             | ↗1083            | 155,74        |
| 5 | Новопогощенское сельское поселение | село Новая Погощь      | 9                             | ↗714             | 130,45        |
| 6 | Селеченское сельское поселение     | село Селечня           | 3                             | ↘521             | 105,58        |
| 7 | Холмечское сельское поселение      | посёлок Холмечи        | 6                             | ↘681             | 203,50        |

## Населённые пункты
В районе 52 населённых пункта:
| №  | Населённый пункт     | Тип          | Население | Муниципальное образование          |
| -- | -------------------- | ------------ | --------- | ---------------------------------- |
| 1  | Алес                 | посёлок      | ↘8        | Новопогощенское сельское поселение |
| 2  | Алешковичи           | село         | ↘428      | Алешковичское сельское поселение   |
| 3  | Безготкова           | деревня      | →0        | Алешковичское сельское поселение   |
| 4  | Берёзовка            | деревня      | ↘71       | Холмечское сельское поселение      |
| 5  | Выжеро-Восток        | посёлок      | →0        | Новопогощенское сельское поселение |
| 6  | Гаврилова Гута       | деревня      | ↘56       | Холмечское сельское поселение      |
| 7  | Герасимовка          | деревня      | ↘0        | Суземское городское поселение      |
| 8  | Горожанка            | ж.д. разъезд | ↘0        | Суземское городское поселение      |
| 9  | Горожанка            | село         | ↘74       | Суземское городское поселение      |
| 10 | Девоцкий             | посёлок      | →0        | Новопогощенское сельское поселение |
| 11 | Денисовка            | село         | ↘37       | Суземское городское поселение      |
| 12 | Добрунь              | село         | ↘12       | Невдольское сельское поселение     |
| 13 | Зелёный              | посёлок      | ↘4        | Суземское городское поселение      |
| 14 | Зерново              | село         | ↘436      | Алешковичское сельское поселение   |
| 15 | Ильинский            | посёлок      | →1        | Суземское городское поселение      |
| 16 | Кавалеров            | посёлок      | →0        | Новопогощенское сельское поселение |
| 17 | Калиновский          | посёлок      | ↘8        | Невдольское сельское поселение     |
| 18 | Кокоревка            | пгт          | ↗1786     | Кокоревское городское поселение    |
| 19 | Коммуна              | посёлок      | →2        | Суземское городское поселение      |
| 20 | Красная Слобода      | село         | ↘63       | Суземское городское поселение      |
| 21 | Кукушкино            | село         | ↗7        | Невдольское сельское поселение     |
| 22 | Невдольск            | село         | ↗324      | Невдольское сельское поселение     |
| 23 | Негино               | село         | ↘412      | Невдольское сельское поселение     |
| 24 | Нерусса              | ж.д. станция | 160       | Холмечское сельское поселение      |
| 25 | Нерусса              | посёлок      | ↘62       | Суземское городское поселение      |
| 26 | Новая Погощь         | село         | ↗326      | Новопогощенское сельское поселение |
| 27 | Новенькое            | ж.д. разъезд | →8        | Новопогощенское сельское поселение |
| 28 | Новенькое            | посёлок      | →316      | Новопогощенское сельское поселение |
| 29 | Новинский            | посёлок      | →1        | Алешковичское сельское поселение   |
| 30 | Павловичи            | село         | ↘193      | Алешковичское сельское поселение   |
| 31 | Подгородняя Слободка | деревня      | ↗19       | Невдольское сельское поселение     |
| 32 | Полевые Новоселки    | село         | ↘212      | Алешковичское сельское поселение   |
| 33 | Селечня              | село         | ↘603      | Селеченское сельское поселение     |
| 34 | Семеновск            | село         | ↘278      | Невдольское сельское поселение     |
| 35 | Сенчуры              | посёлок      | ↘24       | Суземское городское поселение      |
| 36 | Смелиж               | деревня      | ↘47       | Суземское городское поселение      |
| 37 | Старая Погощь        | деревня      | ↘20       | Новопогощенское сельское поселение |
| 38 | Страчово             | село         | ↘249      | Алешковичское сельское поселение   |
| 39 | Стуженка             | посёлок      | ↘6        | Холмечское сельское поселение      |
| 40 | Суземка              | пгт          | ↗8672     | Суземское городское поселение      |
| 41 | Теребиково           | деревня      | ↘1        | Селеченское сельское поселение     |
| 42 | Теребушка            | деревня      | ↘3        | Холмечское сельское поселение      |
| 43 | Торлопово            | деревня      | ↘13       | Алешковичское сельское поселение   |
| 44 | Улица                | деревня      | ↘19       | Суземское городское поселение      |
| 45 | Филиппово            | деревня      | →1        | Алешковичское сельское поселение   |
| 46 | Ходынь               | посёлок      | →0        | Селеченское сельское поселение     |
| 47 | Холмечи              | посёлок      | ↘464      | Холмечское сельское поселение      |
| 48 | Челюскин             | посёлок      | ↘0        | Суземское городское поселение      |
| 49 | Чухраи               | деревня      | ↘5        | Суземское городское поселение      |
| 50 | Шилинка              | деревня      | ↘94       | Алешковичское сельское поселение   |
| 51 | Щепетлева            | деревня      | ↘140      | Алешковичское сельское поселение   |
| 52 | Ямное                | село         | ↘51       | Новопогощенское сельское поселение |

## Транспорт
По территории района проходит железнодорожная линия Брянск—Киев; от станции Суземка отходит ветка на город Трубчевск и посёлок Белая Берёзка (в настоящее время осуществляется только грузовое сообщение; пассажирское было закрыто в 2004 году).
Основные автодороги района:
- Суземка — М3 «Украина»
- Суземка — Трубчевск (повороты на Новую Погощь, Ямное, Новенькое)
- Суземка — Холмечи — Локоть (повороты на Денисовку, Красную Слободу и Смелиж)
- Суземка — Зёрново — Страчово

|     |                                        | Дни недели | Дни недели | Дни недели | Дни недели | Дни недели | Дни недели | Дни недели |                     |
| №   | Маршрут                                | пн         | вт         | ср         | чт         | пт         | сб         | вс         | Время               |
| --- | -------------------------------------- | ---------- | ---------- | ---------- | ---------- | ---------- | ---------- | ---------- | ------------------- |
| 101 | Суземка—Семёновск                      | Х          | Х          | Х          | Х          | Х          | Х          | Х          | 08:00, 13:30        |
| 101 | Суземка—Невдольск                      | Х          | Х          | Х          | Х          | Х          | Х          | Х          | 10:50               |
| 102 | Суземка—Страчово                       | Х          | Х          | Х          | Х          | Х          | Х          | Х          | 06:30, 13:30        |
| 103 | Суземка—Зёрново                        | Х          | Х          | Х          | Х          | Х          | Х          | Х          | 06:30, 10:50, 15:00 |
| 104 | Суземка—Трубчевск                      |            |            | Х          |            |            | Х          | Х          | 06:30, 15:10        |
| 104 | Суземка—Трубчевск (через Новую Погощь) | Х          |            |            |            | Х          |            |            | 06:30, 15:10        |
| 104 | Суземка—Трубчевск (через Ямное)        |            | Х          |            | Х          |            |            |            | 06:30, 15:10        |
| 105 | Суземка—Горожанка                      | Х          |            |            |            |            | Х          |            | 08:00, 15:10        |
| 107 | Суземка—Смелиж                         |            | Х          |            |            | Х          |            | Х          | 08:00, 15:10        |
| 108 | Суземка—Селечня                        | Х          | Х          | Х          | Х          | Х          | Х          | Х          | 06:30, 13:30        |

Организована служба частных такси.

## Достопримечательности
- В районе находятся многочисленные археологические памятники (см. Брянский клад).
- В октябре 2014 года в деревне Чухраи Суземского района Брянской области открылся музей Даниила Андреева[42].

## Известные уроженцы
- Кобяков Иван Григорьевич (1917—1993) — Герой Советского Союза (1944), генерал-майор (1966), участник советско-финской и Великой Отечественной войны — родился в селе Красная Слобода.
- Шалаев Анатолий Андреевич (1925—1997) — советский баянист и композитор, Заслуженный артист РСФСР (1963). Родился в деревне Сенчуры[43].